# Bogbrerinden
Der Bogbrerinden (norwegisch) ist ein vereister und bis zu 2720 m hoher Gebirgskamm im ostantarktischen Königin-Maud-Land. Im östlichen Teil des Gebirges Sør Rondane ragt er im oberen Abschnitt des Langbogbreen auf.
Wissenschaftler des Norwegischen Polarinstituts benannten ihn 1973 in Anlehnung an die Benennung des ihn beheimatenden Gletschers, die sich mit Lange-Krümmung-Gletscher übersetzen lässt.